# メンアットワーク!
『メンアットワーク!』はStudio e.go!から1999年7月30日に発売された18禁RPG、およびそのシリーズである。
昼間は舞台となる場所の人たちと会話を行い、夜はモンスター達と戦い自分たちを鍛えるというのが基本システムである。
初作の『メンアットワーク!』から歴史が始まる同一の世界であり、シリーズ外の同社作品『マイ・フェア・エンジェル』や『キャッスルファンタジア』シリーズも世界観を同一としたストーリーであり、『メンアットワーク!2 〜ハンターアカデミーへようこそ〜』では『キャッスルファンタジア〜エレンシア戦記〜』、『メンアットワーク!4 〜ハンター達よ 永遠に〜』では『マイ・フェア・エンジェル』の一部キャラクターが登場する。

## 作品リスト
メンアットワーク!
2002年7月26日に廉価版が発売されている。
メンアットワーク!2 〜ハンターアカデミーへようこそ〜
2000年11月17日発売。
メンアットワーク!3 〜ハンター達の青春〜
2002年12月27日発売。DVD版には過去の2作も同梱されている。
メンアットワーク!3 〜愛と青春のハンター学園〜
2004年11月25日、KIDよりPlayStation 2用ソフトとして発売。CEROレーティング15歳以上対象。
メンアットワーク!4 〜ハンター達よ 永遠に〜
2006年9月1日、発売。特別版には過去の3作も同梱される。

## メンアットワーク!
昼間は街中でイベントや買い物などをし、夜になると街中にあふれるモンスターを倒していく。仲間パーティーは最大2人までとなり、合体技がある。

### 登場キャラクター
ウィル・スミス
本作の主人公で本名はウィリアム。昼間は学校の臨時講師で教鞭をとる傍ら夜はハンター稼業を行なっている。昼間は伊達眼鏡をしている。武器はナイフ。
アイリッシュ・ペンナー
ウィルが教えている生徒で授業中は居眠りをしていることが多いが、飛び級をしている才女。愛称はアイリ。ウィルがハンターではないかと半ば見抜いている。攻撃方法は魔法。
ミスティーナ・シトロン
主人公たちが住んでいる町の大きな屋敷で働いているメイド。あるものを探すため、ハンターをしている。攻撃方法は文字通り「掃除」。
ティラ・ポンパドール
主人公たちが住んでいる地方の領主の娘で、深窓のお嬢様。ウィルに家庭教師を依頼する。攻撃方法は執事が陰ながら？攻撃する。
レンシア・フルシティ
主人公とは従妹でお兄ちゃんと慕っており、広場で花屋のアルバイトをしているところで再会する。武器は植物。
ヴィアンナ・ターキッシュ
表の顔は町で有名な占い師で裏の顔はギルドマスター。マスターとしての顔はウィルにも晒していなく機械的に接する。愛称はアンナ。武器はレイピア。
カルーア・サイフォン
マクシミリアンの長女でサキュバス。Hなことが好き。攻撃方法は体術。ボク少女。
マクシミリアン・サイフォン
本作のボスで全身が灰色。常に全体攻撃をしてくる。

## メンアットワーク!2 〜ハンターアカデミーへようこそ〜
前作の主人公だったウィルとその生徒だったアイリが結婚してハンター養成学校を作るが、自身達はモンスター狩りに出てしまい、資金難でボロボロの館風の建物ごとクリフに代理学長を任せるところから物語が始まる。クリフはモンスター退治の依頼をこなして稼いだ資金を、アカデミー再建に費やしていくことになる。また、ゲームの目的の一つとして、主人公の住む家を増築していくという要素が盛り込まれている。本作から属性の概念ができ、攻撃する順番の組み合わせによっては連続攻撃に発展する。一定の条件を満たすと合体技も発動する。戦闘はコマンド選択式の最大3人パーティーで、交代ができる。

### ストーリー (2)
主人公を襲った、突然の父親の死。商売で旅をしている途中、モンスターに襲われてしまった。残された主人公とミーナは、行くあてもなく途方にくれていた。そんな彼らの前に、ウィリアム・スミスとアイリッシュ・スミスと名乗る夫婦が現われる。主人公たちをモンスターを倒すハンターとして、自分たちが経営するハンターアカデミーに迎え入れたいという。ハンターとして生きていくことを決意した彼らは、アカデミーの仲間たちと一緒に数々の冒険を繰り広げていくことになる。

### 登場キャラクター (2)
クリフ・ウィンストン
声：ミノベサトル
本作の主人公。属性は土。
ミーナ・ウィンストン
声：カンザキカナリ
クリフの従姉妹。属性は水。
ルシィ・フーケ
声：伊藤瞳子
セイレーン族。属性は風。
日向 葵（ひなた あおい）
声：紫苑みやび
退魔師。属性は火。
キティ・サイフォン
声：山吹ゆみ
属性は火。
シェリル・ウィンザー
声：宇佐美桃香
属性は水。
ウィル・スミス
声：内野一
アイリッシュ・スミス
声：青山ゆかり
ハンナ
声：はるかめぐみ
ベンジャミン
声：植木亨
ゲンさん
声：植木亨
パシリ
声：立花十四朗
武器屋の親父
声：立花十四朗
ワイザー・ドラクール
声：内野一
イリーナ・ミハイロフ
声：紫苑みやび

## メンアットワーク!3 〜ハンター達の青春〜
古城を改築した魔法学園が舞台となり、より学園生活を重視している。戦闘パーティーは最大6人となり、戦闘中に表示される行動順を表したバーにより戦略の重要性が増した。なお、一定期間で6人を仲間にできなかった場合はゲームオーバーになる。本作からお金のステータスがなくなったためにアイテム売買はできず、他生徒や教師と物々交換ができるようになるが、レートは1対1ではなく、かなりプレイヤーにとって分が悪い率となっている。部屋や階を移動すると5分が経過される。

### 登場キャラクター (3)
ライル・エインズワース
声：後野祭 (PC) / 中國卓郎 (PS2)
本作の主人公。眼鏡をしている。非常に女好きで見かけたらすぐにナンパをするほど。モニカの食欲のおかげで料理の腕前はある。武器は剣、属性は光。
モニカ・オルブライト
声：咲ゆたか
ライルの幼馴染。食欲旺盛でライルに対しては暴力的。学園で教師をしている父親のギルバードに会いに行くのを楽しみにしていた。リサと同室になる。武器は杖、属性は水。
エリス（PS2版追加キャラクター）
声 - 風音
学園をさまよっている浮遊霊。
リサ・エアハート
声 - みる
学園行きの汽車でライル達と意気投合し、格闘が得意な女の子。背が低いのを気にしている。一人称はリサで語尾に「っす」とつけて話す。武器はナックル・斧など、属性は土。
ジャスティン・クライトン
声 - 深井晴花
名門クライトン家出身で比較的サバサバした性格。学園では2人しか男子生徒が居ないため、ライルとルームメイトとなる。武器は投げナイフ、属性は火。
フィリス・サイフォン
声 - 岩城由奈
『2』のキティの子孫でサキュバス。自身の血の呪いを抑えるべく学園に来た。初期では特にライルに対して冷たくあしらっている。瑞穂と同室。武器は弓・銃など、属性は闇。
綾小路 瑞穂（あやのこうじ  みずほ）
声 - 深井晴花
東洋の陰陽師の家系で古風な考え方をする。汽車を利用せずに渡し船で入学してきた。動物に変身することができる。武器は刀、属性は風。
ミリアム・シンクレア
声：Yuki-Lin
ウォザーブルグ魔法学園6代目学長。実年齢の割には若々しい。耳寄りな情報やキャラとの愛情度を教えてくれる。
ミラ
声：Yuki-Lin
ゴスロリ服を着た見た目は少女で猫に変身することもできる。ある目的のため、学園に侵入する。
ギルバート・マクベイン
声：広野大地
魔法学園の白魔法教師。モニカの実の父親であり、女性好きで軽蔑されているが、父親ヅラをするつもりはないと決めている。マリオンと交代で保健医も務める。
ジェイル・イーデン
声：広野大地
ミラと一緒に学園に侵入している剣士で魔法も使える。少々脳筋だが、腕は確かでライル達と度々対決する。
マリオン・ワインバーグ
声：夕城粧子
魔法学園の黒魔法教師。眼鏡をかけている落ち着いた大人の女性で、ギルバードと付き合っている。ジャスティンのことを何かと気にかけている。
アーウィン・オークウッド
声：坂崎涼
魔法学園の自然魔法教師。得意教科である瑞穂からは尊敬されていて、眼鏡をかけており、優男風。
ロレッタ・ストーン
声：山咲ちはる
魔法学園の錬金術教師。眼鏡をしていて明るい性格で、フィリスとは遠い親戚でお姉さん的存在。
武田 龍道
声：飯島肇
東洋から来た格闘術教師。女生徒からは科目の内容から人気は少ないが、リサとは師弟関係になる。密かにロレッタに恋心を抱いている。
アイザック
声：飯島肇
魔導を追求しようと禁術に手を出したために魔法学園から追放された、元5代目学長。ジェイルとミラの師匠でもある。

## メンアットワーク!4 〜ハンター達よ 永遠に〜
『3』の学園と同じ場所が舞台だが、構造はかなり変わっている。基本的に戦闘パーティーは最大で5人となり、合体技が復活した。教師との物々交換はできなくなったが、主人公以外のキャラクターが時間と共に動き、カーソルを合わせると名前が表示されたり、主要キャラクターの現在位置がひと目で分かるため、特に課題の種類の言伝がやりやすくなっている。また、覚えた特技を使うことでも各教科の経験値が増えるようになった。

### 登場キャラクター (4)
カール＝ワインバーグ
声：広野大地
本作の主人公。ハンターの素質を見出されたため、幼少期に親戚のクライトン家に引き取られ、レイナやリィナとは兄弟同然に育てられた。母親は『3』のマリオンの妹。ハンバーグが好物。武器は棒、属性は光。
レイナ＝クライトン
声：風音
カールと一緒に魔法学園に入学するが、魔法の素質は皆無で格闘が得意。このため、ステータスでも錬金術を除く魔法系経験値は1つの課題や授業に付き1しか上がらない仕様になっている。後にモンスター使いの素質が開花するが、この以前ではバグのためにゲーム内で技が使えない（2周目以降も同様）。武器はナックル、属性は土。
リィナ＝クライトン
声：みる
レイナの双子の妹。クライトン家の女性特有の病気が発症したため、10年前に施設に隔離され、その時の影響から明るい性格が別人のようになっており、他人を拒絶している。その病気のため、特に黒魔法に素質がある。武器はレイピア、属性は水。
リゼッタ＝パジェス
声：和葉
新入生代表を務めたため、容姿から他の女生徒からお姉さま扱いされているが、本人は快くは思っていないため、近くにいたカールに話しかけたことをきっかけに親しくなる。学園には卒業生の母親の手掛かりを探しに入学する。武器は弓、属性は風。
静穂＝エインズワース
声：深井晴花
『3』のライルと瑞穂の間に生まれた次女。母親から受け継いだ能力で猫にだけは変身できるが、性格的に犬属性。生徒の中で唯一、学園指定の制服ではなく巫女服を着ている（『3』の瑞穂と同様）。ジャスティンに育てられたため、学園生活は長い。一人称はボク。武器は薙刀、属性は火。
赤い髪の女性
声：榎津まお
OPで数カットだけ出てくる女性。2周目以降の特定条件を満たすと登場する。正体はキャサリン＝サイフォン。武器はイヤリング、属性は闇。
ジャスティン＝クライトン
声：深井晴花
ウォザーブルグ魔法学園7代目学長。結婚については言及がない。条件によっては白魔法教師も兼任する。
フィリス＝サイフォン
声：水野江麻
魔法学園の錬金術教師。『3』の冷たく見られる態度は成りを潜めているが、相変わらず牛乳は好き。保健医も務める。
ミレーユ＝カレ
声：丸井寧子
魔法学園の自然魔法教師。見た目は怖い印象だが、うっかり癖のある朗らかな女性。
ミラ＝イーデン
声：Yuki-Lin
魔法学園の黒魔法教師。『3』と容姿は変わっておらず、黒魔法でお仕置きしてくることもある。
ベルナルド＝ベックマン
声：蝦押丈
魔法学園の白魔法教師。今年から学園に赴任した、必要以外のことはしゃべらない寡黙な男。リィナの主治医でもある。
王雷（ワン＝レイ）
声：芦久比剥巳
魔法学園の格闘術教師。若いながら腕はあるが、女性には奥手。ミレーユに気がある。
ウィルヘルム・フューラー
声：内野一
ハンター協会代表理事。ベルナルドの上司にあたる。学園の視察のために来校する。
ロレンツ
声：蝦押丈
クライトン姉妹の父親で当主。ジャスティンとは親戚で、過去に家督争いをしていた。娘たちを非常に気にかけている。
緑の髪の女性
声：彩世ゆう
赤い髪の女性同様、特定条件の2周目以降に登場する。正体は『マイ・フェア・エンジェル』に登場するシーラ。
族長
声：杞梨
リゼッタルートに登場する老婆。リゼッタの母親の行方を浸隠ししている。

## 用語
ハンター
シリーズに登場するモンスターを狩る職業名。モンスターは日常的に存在し、屈強な男でも退治できないが、非力な女性でも素質があれば倒せる存在であり、特殊能力とも言える。男性にハンターの素質があるのは稀であり、ハンター育成機関であるウォザーブルグ魔法学園でも男子生徒が毎年在籍しているとは限らないほど。また、魔法の素質の有無は関係がない。
賢者の石
どんな事象も思いのままにできると言われる、青く発光している宝石状の物体。『3』での説明によれば、綾小路の一族の長女は生まれながらにして体内に賢者の石を宿している。それとは別に『3』の冒頭でジャスティンが所持しており、学園に運ぶ役目も負っていた。
ウォザーブルグ魔法学園
『2』の3大魔法大家と言われたうちの1人、イリーナ・ミハイロフが立てた城を改装して学園にしている。建造から数百年が経った『4』の時代では、広大な敷地に各科目ごとの教室や全寮制の学生寮、図書館や塔などの施設がある。湖のすぐほとりに建てられており、近くにはフィランディアという街がある。『3』からの学園には専用の汽車が走っており、大抵はこれを利用して入学する。学園の方針として門限があるが破ってもペナルティはなく、敷地全体に警備員も兼ねて放たれた擬似モンスターによる特訓を推奨しており、倒されても部屋に自動的に戻れるように魔法が施されている。『3』では生徒は2人部屋、『4』では1人部屋となっている。
アクティブバー
『3』・『4』で採用されているバー。戦闘時に画面下に出て、左から素早さがある順に各キャラの顔アイコンが並んでいる。敵の行動順に反しなければ味方キャラクター同士で顔アイコンを並び替えることで、誰が一番に行動するかを自由に選択できる。属性でコンボになる時は顔アイコンが点滅する。バーの左端にあるアイコンで行動を開始・停止ができ、スピーディーなオート戦闘となる。
コンボシステム
『2』から採用されている。各キャラクター毎にそれぞれ属性が設定されており、光→土→水→闇→風→火→光の順で（『2』では土→水→風→火→土）1つのターゲットに攻撃するとコンボが発生する。光⇔闇、土⇔風、水⇔火は反属性となる。コンボが発生すると攻撃力が増し、MP（『2』ではフォース）が回復する。魔法による属性や、属性が付帯している武器もコンボに組み込める。
『IZUMO』にもほぼ同様のシステムがある。